# Longhi (kleding)

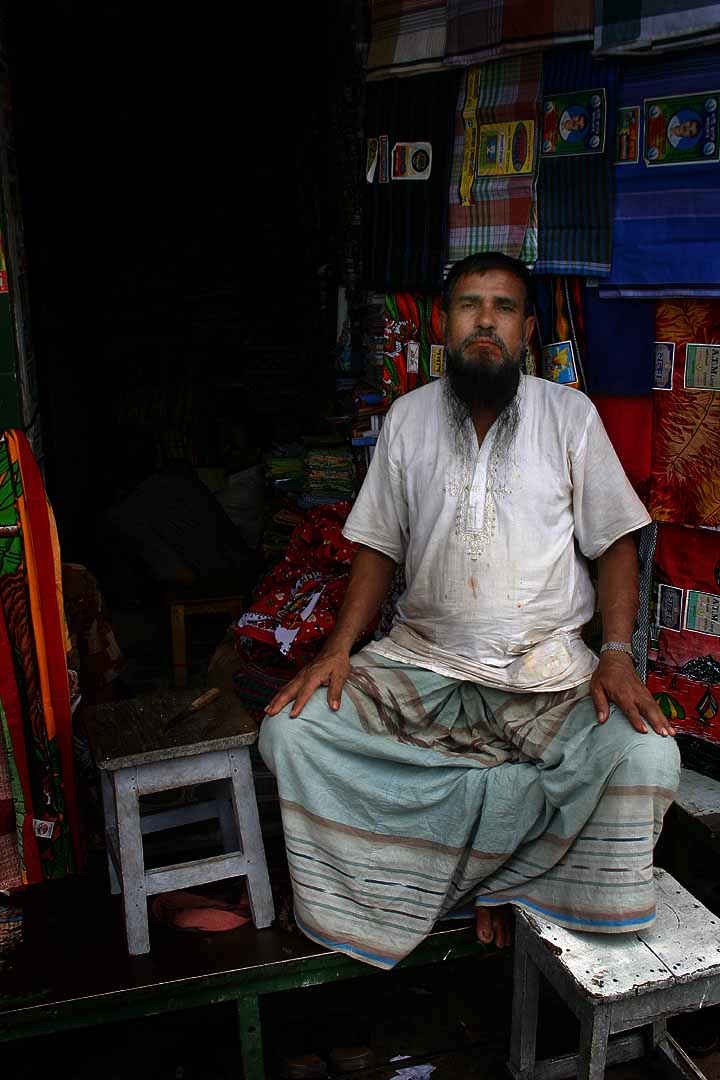
Een winkelier die een longhi draagt uit Dhaka, Bangladesh

De longhi is een kledingstuk en type sarong afkomstig uit het Indisch subcontinent.
Een longhi is een gekleurde lap stof die de mannen om hun taille knopen en die reikt tot aan de enkels. Soms wordt de stof door de benen omhoog getrokken en achter in de boord gestopt. De longhi lijkt dan een beetje op een pofbroek. Als de longhi wit is, noemt men het een dhoti. 